# Idegen fajok a Mass Effectben
A Mass Effect elképzelt galaxisát számos idegen faj lakja. Ezek közül három rendelkezik nagyobb politikai hatalommal: az aszárik, a szalariánok és a turiánok, ők adják a Citadel (magyarul Fellegvár) tanácsának szavazati joggal rendelkező tagjait.

## Aszárik
Bár az aszári faj tagjai nőnek tűnnek, az aszárik egynemű lények, mindannyiuk képes kihordani gyermekeiket. Nagyjából bármelyik faj bármely nemű egyedével képesek szexuális kapcsolatot létesíteni, az utód azonban mindig aszári lesz. Ez a leggyakoribb módja a szaporodásuknak, a tisztavégűség negatív jelző, faj tagjaitól elvárás, hogy más népekkel keveredve gazdagítsák a faj genetikus kincstárát.
Anyabolygójuk a Thessia, amely manapság különálló, a hatalomért – békés úton – vetélkedő városállamok otthona. Demokratikusan élnek (sűrű népszavazásokkal), közösségük neve Aszári Köztársaság. Mivel ők voltak az első faj a protiánok óta, akik felfedezték az űrutazást, a térköz reléket és a Fellegvárat, a galaxisban általánosan elismert vezetői szerepre tettek szert. Diplomáciában ők képviselik leginkább galaktikus békét és összefogást.
Az aszárik akár ezer évig is élhetnek, az első 350 évben leánynak, 700 éves korig asszonynak, ezután pedig mátriárkának minősülnek. A mátriárkák jelentik a döntéshozó, elit réteget társadalmukban.

## Begyűjtők
A Terminus rendszerben, az Omega 4 tömeg relén túl, élő begyűjtőkkel olyan ritkán találkozik a galaktikus társadalom, hogy puszta létüket is legendának tartják. A begyűjtők valójában ember méretű két lábon járó rovarszerű lények, akik szárnyaikkal képesek kisebb távolságokat is megtenni. A galaxis egyik nagyhatalmát alkotják és százak-ezrek eltűnéséért vagy haláláért felelősek. Gyakran keresnek fel egy-egy zsoldos bandát, hogy szerezzék be nekik azt ami kell nekik. Leginkább a különleges egyedekét keresik, akik valamilyen furcsa mutációval vagy rendellenességgel születnek. Az hogy az elraboltakkal mi történik, azt csak feltételezésekből tudjuk, egyesek szerint különleges kísérletekre használják fel őket. Mivel az Omega 4 tömeg relén túl van az anyabolygójuk, amin tilos átmenni ezért semmit nem tudni a begyűjtőkről, többször küldtek már át expedíciókat az Omega 4 tömeg relén túlra, de ezek közül egy hajó sem tért vissza. A begyűjtőket rengeteg, titok fedi.
Néhány nyom arra mutatott, hogy a begyűjtők valaha Protiánok voltak, akiket a kaszások alakítottak át kedvük szerint. Feltételezések szerint az Őrzőkel is ez történt.
Társadalmuk olyan, mint egy méhkas, a “kaptár” vezetője a Begyűjtő tábornok.
A Begyűjtők harc közbe állandó sztázis mezőt generálnak maguk körül, amely rémisztő vörös fénnyel ragyog.
Harc közben megpróbálják tartani a pocizójukat, bízva a szinte kimeríthetetlen energiáikban és biotikus képességeikbe.
Sokféle begyűjtőt azonosítottak már: Szolgák, Védők, Zeloták, Orgyilkosok, Tüzérek…
A begyűjtők hatalmas erejüket kihasználva már rengeteg kolóniát “gyűjtöttek” be.Azt nem tudni, hogy ezekkel a telepesekkel mi történik, de feltételezések szerint héjakat készítenek belőlük, de lehetséges, hogy különböző szörnyűbbnél szörnyűbb kísérleteket végeznek rajtuk.
Technológiájuk jóval fejlettebb bármelyik technológiánál, amit ismernek a galaxisba. Feltehetőleg Pusztító technológiájuk van. Hiába fejlettebbek a hajóik és a fegyvereik. Kultúra nélkül semmit se érnek. Csak is a pusztítók miatt élnek. Nincsen zenéjük, művészetük semmi, ami egy normális társadalomnak megfelelne. Ez a fegyvereiken is látszik. Hiába fejeltebbek bármely ismert fegyvernél a galaxisban a kialakításuk nem az igényeknek megfelelő.
A Begyűjtő társadalom úgy működik, mint a kaptárban élő méheké. Van egy vezető, aminek a parancsait teljesítik a dolgozók. A begyűjtő tábornok a vezető a kaptárban, harctéren sosincs jelen ugyanis testfelépítése miatt nagyon lomha. De egy tetszőlegesen kiválasztott katona teste felett bármikor képes átvenni az irányítást. A test ezután már használhatatlan így az eredeti használója már akkor meghal, amikor átveszi rajta az irányítást. Miután az irányított testet semlegesítik, azután gyorsan lekapcsolja magát a testről.
Semmit nem tudunk arról, hogy a Begyűjtő tábornok hogyan veszi át az uralmat a testek felett.

## Geth
A getheket a Kvariánok teremtették egyszerű feladatok elvégzésére. A kvariánok sikerrel jártak, de egyvalamivel nem számoltak – hogy mikor ébrednek öntudatra. Isaac Asimov könyveiből tudjuk, hogy a tanuló robotok egy idő után elkezdik létezésük okát és felteszik a nagy kérdést: „Élek-e én, van-e lelke ennek az egységnek?” – ez egy rendellenesség vagy egy gyártási hiba terméke, ahogy a könyveiben előfordul. Miután ezek a jelek elkezdtek megmutatkozni, a kvariánok megpróbálták elpusztítani őket, de kudarcot vallottak. Ezt a gethek az „ébredés háborújának” nevezték.
Hogy a kvariánok mentsék, ami menthető, elkezdték a kitelepülést az anyabolygóról és kolóniákról, e folyamat során jött létre a Vándorflotta, a gethek pedig birtokba vették a hátrahagyott kvarián telepeket a Perszeusz-fátyolon belül.
A gethek közel 300 évig elszigeteltségben éltek, amíg meg nem jelent Saren Arterius, egy turián fantom és Fejedelem nevű hajója – a tökéletesség ígéretével egy szakadár geth csoport melléjük állt, hogy segédkezzenek a Fellegvár megtámadásában és misztikus Kaszások visszatérésében. A gethek szakadár csoportot hagyták elmenni, de eretneknek bélyegezték őket. Az áruló gethek jelen voltak az Éden Egyes és a Férosz megtámadásánál, valamint Saren vermári és íloszi bázisán.
Geth egységeg
Számos különböző Geth egységgel találkozhatunk a csatamezőn, ezek közül sorolok fel nektek párat.
Geth gyalogos: a gyalogos a Geth katonai arzenál gerince, egyszerű lelőni mivel kevés pajzsa és szinte semmi nehéz páncél sincs rajta.
Geth rohamosztagos: Az egyszerű Geth katona tökéletesített változata, erősebb pajzsokkal és fegyverekkel. Általában gyalogos osztagokat vezetnek, és kábító lövéssel támadnak.
Geth szöcske: Ez egy nagyon mozgékony egység, általános taktikája az, hogy a falon össze-visszaugrál és így nehezen is lehet eltalálni. Fegyvere egy koncentrált lézersugarat lő ki, amivel a pajzsokat taccsra teszi. Egyéb képessége a túltöltés, amivel túltölti a fegyvereket és a zavarja a radarokat. Továbbá érzékeny a biotikára.
Geth rakétás egység: a Geth gyalogos képességeivel bír, de ezek az egységek rakétákkal operálnak.
Geth mesterlövész: Fizikailag ismét a Geth gyalogoshoz lehet hasonlítani őket, bár ezek a jószágok távolról és pontosan lövöldözik az ellenfelüket. És hogy az “Ellenség a kapuknál” című filmre hivatkozzak ”egy mesterlövészhez mesterlövész kell”.
Geth romboló: Ez az aranyos Geth egység már az erősebb egységek közé tartozik bár, ki nézőpontja szerint az erős, azért ezeket a jószágokat lebecsülni nem érdemes. Ezek az egységek nehéz páncéllal és szilárdabb pajzzsal rendelkeznek, plusz nehéz karabéllyal vannak felszerelve továbbá képesek a lerohanásra és ott van a különleges kábító lövése. Ez az egység a biotikára immunis és továbbá képes magát gyógyítani egy szerelőrobottal.
Geth páncélos: a négylábú, gyalogság- és járművek ellen bevethető, tömeggyorsító- és gépágyúval felszerelt nehézpáncélosok kemény ellenfelek, rájuk támadni csak járművel javasolt. Karakterisztikájukból kifolyólag nem túl mozgékonyak és könnyen el lehet kaszálni a lábaikat.
Geth elöljáró: A leghatalmasabb Geth katona. 5x nagyobb a társainál és mindig előttük jár, hogy védje őket. Fegyverzete egy rakétavető, ami egy találatnál is lenullázza a pajzsokat. Mivel nagyon lomha érdemes gyorsan kilőni a társait. Miután ez megvan, ki lehet lőni. De csak fedezékből. Ha közel engedjük magunkhoz, akkor nincs esélyünk.
Geth kolosszus: Az egész Geth flotta legveszedelmesebb hadigépezete. Hasonlít a páncélosra, csak nagyobb, keményebb és durvább annál. Alkalmazhatók ellene ugyanazok a taktikák, de gyalogosan rátámadni egyenlő az öngyilkossággal. Távolról lehetetlen semlegesíteni, ha kilövik a pajzsát, akkor össze csukódik és kijavítja magát. Soha sincs egyedül társaságában mindig vannak Geth katonák és Geth mesterlövészek.

## Protián
A protiánok ötvenezer éve az egyik leghatalmasabb űrutazó fajként voltak ismeretesek, noha mára rejtélyes körülmények között eltűntek. Keveset tudni róluk, noha a galaxist átfogó birodalmuk számos relikviát hagyott hátra. Ezek legismertebbike a Fellegvár űrállomás a Kígyó-csillagködben – ami ma a galaxis legerősebb szövetségének kormányzati helye -, valamint a csillagközi utazáshoz nélkülözhetetlen tömeg relék hálózata, amit szintén a protiánok munkájának tulajdonítanak. Ezeken felül számos protián romot, piramist és adatlemezt találtak a galaxisban.
A protiánok otthonvilágukról kiindulva hódították meg a galaxist, de ennek a világnak a neve és a holléte nem ismert. A legtöbb protián világ – úgymint a Férosz, a Quana vagy a Thérum – az Attikai Vonalon található, így a feltételezések szerint a faj is a galaxis e vidékéről származik.
Nem tudni, hogy a protiánok szövetkeztek-e más fajokkal, az viszont ismert, hogy megfigyelték, tanulmányozták őket. A legnyilvánvalóbb bizonyíték erre a hannárok hite a „Csillantók”-ban, akik elhozták számukra tudás és a beszéd ajándékát, illetve a Marson feltárt protián obszervatórium, ahonnan a földi embereket figyelték. Az Eletanián talált furcsa gömbszerű szerkezet is ezt igazolja, mivel egy cro-magnoni ősember emlékeit tartalmazza.
Rejtélyes kihalásuk után a még működő protián technológiák számos népet vezettek ki a csillagok közé. Évezredekkel ezelőtt az aszárik felfedezték és birtokukba vették a Fellegvárat, nem sokkal később pedig megalakult a Fellegvár, mint egy több fajt magába foglaló kormányzat.
2148-ban emberi, mars, kutatók megtalálták a protián obszervatórium romjait, és az ott talált adattár felhasználásával megismerhették a tömeghatás-mezők létrehozásához szükséges nulladik elemet és végül megtalálták a Karón tömegrelét, ami által valódi űrutazó fajjá léptek elő.
A protiánok számos kolonizált világa vészelte át az elmúlt ötvenezer évet, de a legtöbbjük áldozatul esett a fosztogatóknak. A legismertebb ilyen világok talán az Attikai Béta csillaghalmaz Férosz és Quana bolygói – az előbbit a bolygó kétharmadát lefedő, viszonylag ép mega polisz, az utóbbin pedig egy hatalmas bányatelep található.
A valaha talált legrejtélyesebb ereklyék a protián jeladók. Egykor a protián birodalmat behálózó távközlési hálózathoz tartozhattak, de manapság a legtöbbjük súlyosan sérült vagy inaktív. Eddig egyetlenegy működő darabot találtak az Éden Egyes nevű emberi kolónián.
Ezen a téren is csak feltételezésekbe bocsátkozhatunk, mivel a ma élők közül senkinek nem volt alkalma szemügyre venné se elő, se holt protiánt. A romvilágokon talált szoborábrázolások alapján humanoidok, kezükön és lábukon hosszú, csápszerű ujjak voltak, illetve az arcuk két oldalán egyfajta lebeny.
A jeladók által kisugárzott radioaktivitásból következtetve bizonyos mértékig immunisak lehettek a más fajok számára káros sugárzásra, valamint, hogy a jeladók az üzenetet közvetlenül a felhasználó elméjébe juttatják, logikus feltételezni, hogy rendelkeztek egyfajta telepatikus készséggel, vagy legalábbis az aszárikhoz hasonlóan csatlakozni tudtak más tudatához.

## Pusztítók
A pusztítók eredete ismeretlen csak annyit tudni róluk hogy ősi gépek amelyek a mély űrben élnek és 50000 évenként vissza térnek a mély űrből, hogy minden életet elpusztítsanak és a fejlett fajok technológiáját, nyersanyagait magukba olvasszák és a túlélő lényeket pedig sulykoláson estek át hogy, dolgozzanak vagy kémként használják őket. Miután minden élet kipusztult és eltöröltek minden a régi fajokra emlékeztető dolgot visszatérnek a mély űrbe.
A társadalmukról csak annyit tudni, hogy mindegyik hajó egy külön nemzet de belső társadalmi felfogásuk ismeretlen.
A Sulykolás ahogy nevezik egyfajta agymosás mely az alanyt feltétel nélküli engedelmességre kényszerít. A módszer mikéntje: A pusztítok egyfajta sugárzást (szonikus, mágneses) bocsátanak ki mely stimulálja az agy bizonyos részeit köztük a limbikus rendszert amely később ahhoz vezet hogy, az alany a kaszások összes sugallatát meg hallja.
A sulykoláson átesők gyakran panaszkodnak fejfájásra és fülzúgásra később fellép egy fajta nyugtalanság és üldözési mánia és hallucináció. Hosszú távon a magasabb agyi funkciók leállnak és állati szintre csökken az alany mentálisan.
A protián ciklusban a sulykolás olyan hatékony volt hogy csakis a kaszásoknak engedelmeskedtek ők törődtek velük és miután elmentek nem ettek nem törődtek magukkal és vagy éhen haltak vagy valamilyen időjárási tényező végzett velük.

## Szalariánok
A szalariánok meleg vérű kétéltűek, rendkívül gyors anyagcserével, és ebből fakadó életvitellel. Gyorsan mozognak, gyorsan gondolkodnak, gyorsan döntenek – és rövid ideig élnek, a 40. életévet csak néhányan érik meg közülük. Elterjedt hit az egész galaxisban, hogy mindenről tudnak, ami a környezetükben zajlik – mivel a kémkedések vezetői gyakran e faj szülöttei és a távoli bolygókon a kereskedők nagy része szalarián.
A Szalarián Unió rengeteg nemesi család közösségéből áll össze, a házasság kizárólag a politikai játszmák eszköze, hisz romantika és szexuális vonzódás nélkül élnek, tojással szaporodnak. A családfők mindig nők, annak ellenére, hogy a faj tagjainak 90%-a férfi – ősi kódexek előírásai alapján, melyek szigorúan szabályozzák, hogy mely tojásokat szabad megtermékenyíteni.

## Turiánok
A turiánok a Palaven nevű, vékony légkörrel rendelkező planétán fejlődtek ki, ezért alakult ki a fémes külső borításuk, melyek leglátványosabb része az arcokat borító páncél. Ezek festése és egyre gyakoribb nyírása jelzi többek között, hogy melyik rendszerből származnak, hol nevelkedtek. Testfelépítésüknek még számos különlegessége van. emésztésüket például a madarak zúzájához hasonló, apró kövekkel feljavított szerv segíti.
A Turián Hierarchia nevű állam a rendre, a feljebbvalók tiszteletére épül. Rendkívül hatékony katonák, sosem futamodnak meg, az esetleges visszavonulás is mindig rendezetten történik. Katonai kiképzésük 15 éves korban kezdődik, és legalább 30 éves korukig tart. Bár az emberiség az Első Kapcsolat Háború miatt általában vérszomjas fajnak tartja őket, a turiánokra ez nem feltétlen jellemző. Sokkal inkább a rend szeretete, a törvények betűjének betartása, ami persze sokszor lehetetlenné teszi az érvelést, a diplomáciai megoldások használatát velük szemben. A krogan forradalom leverésében játszott szerepük miatt kaptak helyett a Tanácsban.

## Batáriai
A humanoid testfelépítésű batáriaiak négy szemmel rendelkeznek, szociális berendezkedésük, általános életstílusuk hasonlít az emberekéhez. Jellemük rendszerint agresszív, önző, gyanakvó.
Az emberiséggel hamar komoly összeütközésbe került. Mivel a Fellegvár Tanács az emberiség mellé állt, a batáriaiak megszüntették követségüket, és nekiálltak a Terminus Terület (az űr azon része, ahol semmiféle törvény nem uralkodik) banditáit, kalózait fellázítani az emberiség ellen. Ezek miatt nem túl népszerűek.

## Elkor
Az elkorok minden más intelligens fajnál lassabbnak, szinte fájdalmasan megfontoltnak tűnnek a többiek szemében – ez azért van, mert hatalmas gravitációs erővel rendelkező bolygójukon egyszerűen létfontosságú az óvatosság. Testfelépítésük és vastag bőrük miatt meglepően jó túlélési képességekkel rendelkeznek. Egymás közti beszédük szagokra és apró mozdulatokra épül, ami más fajok számára érthetetlen. Utólag megtanult beszédük azonban így monoton, érzelmek kifejezésére teljesen alkalmatlan.
Döntéshozatali folyamatuk is mindig lassú, megfontolt, amíg az elkoroknál megszületik egy törvény, addig máshol több kormány is megdőlhet.

## Hannár
A hannárok testfelépítése leginkább piros, földi medúzákra hasonlít, mivel a 90%-ban óceánokkal borított bolygón alakultak ki (sokak csak zselének nevezik őket). Békés, végtelenül udvarias faj, akiket általában csak az bosszant fel ha valaki nem tiszteli protiánokat. Mivel protiánok tisztelői, hagyományaik szerint az ősi faj tanította meg őket beszélni is. Ez a beszéd a hannárok között különböző csápok végén felvillantott különféle színekből áll, a „hagyományos” beszédet nagyon sokáig kell tanulniuk. Ennek következtében a galaktikus nyelvet zavaró lassúsággal és szabályossággal beszélik.

## Krogan
A kroganok a Tuchanka nevű végtelenül kegyetlen bolygóról származnak, kemény időjárással, szegényes nyersanyag-készletekkel, szörnyű ragadozókkal – így ők is a bolygóhoz hasonlóan rendkívül brutálisak és agresszívek. A szülőbolygójukat csaknem lakhatatlanná bombázták nukleáris fegyverekkel, amikor az űrkorszaktól még messze lévő népet kiemelik. Mivel harcra különlegesen alkalmasak hadsereget hoznak létre belőlük és a segítségükkel sikerült megnyerni a Rekni Háborút. Jutalomképpen a Fellegvár Tanácstól új, termékeny bolygót kaptak, ahol hihetetlen ütemű népesedésbe kezdenek. Az egyre újabb és újabb bolygókat benépesítő kroganok problémája háborúba torkollik, mikor elfoglalják a Lusia nevű aszári bolygót. A hosszú kegyetlen háborúban végül egy, a szalariánok által kifejlesztett genetikai vírussal, a reprogátlóval (angolul genophage) győzik le a kroganokat. Ez gyakorlatilag sterilizálja őket, azóta körülbelül minden ezredik terhesség végződik élveszületéssel.
Azóta legtöbbjük erőszakos életet él, űrkalózként, testőrként. Általában komorak és barátságtalanok.

## Kvarián

A kvarián faj egy képviselője

A kvariánok (angolul quarians) nomád életre kényszerültek miután az általuk teremtett intelligens robotok (a geth-ek) fellázadtak és a háborút követő megsemmisítő vereség után elűzték őket bolygójukról. Ezért egy hatalmas az űrben állandóan vándorló flottán élnek. Mivel a steril űrhajókon töltik életüket, immunrendszerük csaknem megszűnt – a létfenntartó rendszereiket nem vehetik le amíg nem tértnek vissza a flottára.
A hely szűkössége miatt minden családban csak egyetlen gyermeke lehet. Hogy ne váljanak belterjes, a külvilágtól leszakadó néppé, minden fiatalnak kötelező elhagynia a flottát, és addig járni a galaxist, míg valami értékessel, az egész fajt segítő felszereléssel, tudással vagy képességgel gazdagodva nem tér vissza. Mivel életük a sokszor hihetetlenül régi hajókon múlik, a legtöbb kvarián magasfokú mérnöki tudással rendelkezik.
A fajt a gethek megteremtése és elesett sorsuk miatt sokszor ellenszenvvel fogadják, ami a sok vándorló fiatal számára komoly traumát jelent.

## Volusz
A voluszok eredeti bolygójának magas gravitációja és légnyomása miatt tömzsiek és állandóan védőfelszerelést viselnek. E tulajdonságaiknak köszönhetően sikeresen tudtak kolonizálni vagy kiaknázni olyan bolygókat, melyek lakhatatlannak bizonyultak mások számára. Így a volusz nép lett a galaxis kereskedője. Ők dolgozták ki a galaxis egységes pénzügyi rendszerét, és ők üzemeltetik az egységes galaktikus valuta kezelésével foglalkozó bankot is.
Jelenleg a voluszok a turiánok védelme és irányítása alatt állnak, miután politikai függetlenségüket a katonai védelemre cserélték – ezt sok volusz nem támogatja. Társadalmuk klánokba tömörül.

## Rekni
A rovarszerű reknik faja kihalófélben van, de sokkal durvábbak és intelligensebbek. Sokáig egy erődöt fenyegettek kb. 2000 évvel a rekni háborúk előtt. Végül vereséget szenvedtek, amikor felszámoltak a kroganok és a szalariánok harci képességeikkel. A véletlen felfedezés után a reknik vezették az erődöt, de félelmük miatt egy új háború kezdődött. Ám nem olyan sokan halnak ki, mint ahogy a galaxisban hiszik. A háborúban kb. 800 krogan fordult a reknik ellen. Képesek voltak túlélni a legrosszabb körülményeket, a kroganok tudták hogyan kell a rekniket megölni. De amikor a krogan flotta vissza akarta a verni őket az otthonukból, a reknik nem voltak hajlandók megadni magukat. Ám a reknik közül kb. 3000-en kihaltak.

## Tresszel Ma
A tresszel Ma lények földalatti ragadozók egész életüket azzal töltik, hogy esznek, vagy keresnek valamit enni. Ezek hatalmas, erőszakos lények, feltörnek a föld alól, és megzavarnak mindent.
Ezek magányos lények, két vagy három legfeljebb megtalálható egy bolygón. Egyedül élnek fészkükben, átívelő nagy területen a föld alatt. Ezek megnőnek több mint 30 méter magasra a föld felett, a testük csaknem 2x nagyobb méretű a felszín alatt. Egy felnőtt Tresszel Ma nem teljesen elhagyja a talajt, csak a feje és a csápjai törnek ki a föld alól.
Méretük miatt a Tresszel ma-k a mozdulatlanok a föld felett, de mozogni hihetetlenül gyorsan mozognak a föld alatt. Ezek sok a sérülést szenvednek, és nagyon nehéz őket megölni. A támadásai a köpködés, nagy viszkozitású sav fröccsenés. Zsákmányukat szétzúzták a karmaikkal.